# Richard Kelly (architecture)
Pour les articles homonymes, voir Kelly et Richard Kelly (homonymie).
Richard Kelly (1910-1977) est un spécialiste américain de l'éclairage architectural, et considéré comme l'un des pionniers du domaine.

## Biographie
Kelly a commencé par mettre en pratique ses idées en 1935 à New York en tant que consultant, avant de s'inscrire à l'école d'architecture de l'université Yale d'où il sort diplômé en 1944.
Dans les années 1950, Kelly fonde son approche sur la distinction qualitative de trois types de lumières : l'ambient luminescence (lumière d'ambiance diffuse), le focal glow (lumière qui focalise l'attention sur un point ou un espace) et le play of brillants (lumière d'ornementation).
Avec un vocabulaire emprunté à la peinture, Richard Kelly décrit la conception de l'éclairage par la combinaison de ces trois concepts en "couches" successives de lumière.
Il est aussi l'un des précurseurs de l'utilisation de la lumière naturelle en architecture intérieure : "Le traitement des formes, l'interprétation d'une pièce doivent s'établir en rapport avec la lumière du jour".
Durant sa carrière, il collabore notamment avec les architectes Ludwig Mies van der Rohe, Philip Johnson, Eero Saarinen et Louis Kahn.
Il donne des conférences dans plusieurs universités dont Yale, Princeton, et Harvard.
Après sa mort, l'Illuminating Engineering Society of North America (en) créée une bourse à son nom (Richard Kelly Grant) pour encourager la créativité parmi les étudiants ou les jeunes concepteurs d'éclairages dans les secteurs de l'architecture, de l'art, de l'éducation, de l'urbanisme, de la santé, du théâtre.

## Notions clés
Ambient luminescence
La lumière d'ambiance est une composante diffuse et homogène qui baigne l'ensemble du lieu de façon indirecte, c'est la lumière qui permet de voir, de distinguer les formes. Elle se rapproche de l'éclairage uniforme et quantitatif en vogue avant les travaux de Kelly. Elle minimise les contrastes, et influe sur la façon dont sont perçues les distances.
Focal glow
C'est un éclairage direct et sélectif, souvent plus intense, dont le rôle est de mettre en valeur l'objet ou la surface éclairée. Le focal glow attire le regard de l'observateur et crée ainsi une hiérarchisation de la perception. Il joue sur les contrastes et créée une dynamique dans laquelle l'ombre ou l'obscurité sont des composantes tout aussi essentielles que la lumière elle-même.
Play of brillants
Kelly a emprunté ce terme à la joaillerie. Utilisé avec parcimonie, le play of brillant distrait le regard, créé un spectacle visuel. Il vise à stimuler l'imagination, le rêve ou la curiosité.

## Principaux projets
- Théâtre David H. Koch[5] à New York
- Maison de verre[2] à New Canaan
- Musée Kimbell Art[2] à Fort Worth
- Seagram Building[2] à New York
- General Motors Technical Center[2] à Warren (Michigan)